# Strzegocin (Łódź)
Pour les articles homonymes, voir Strzegocin.

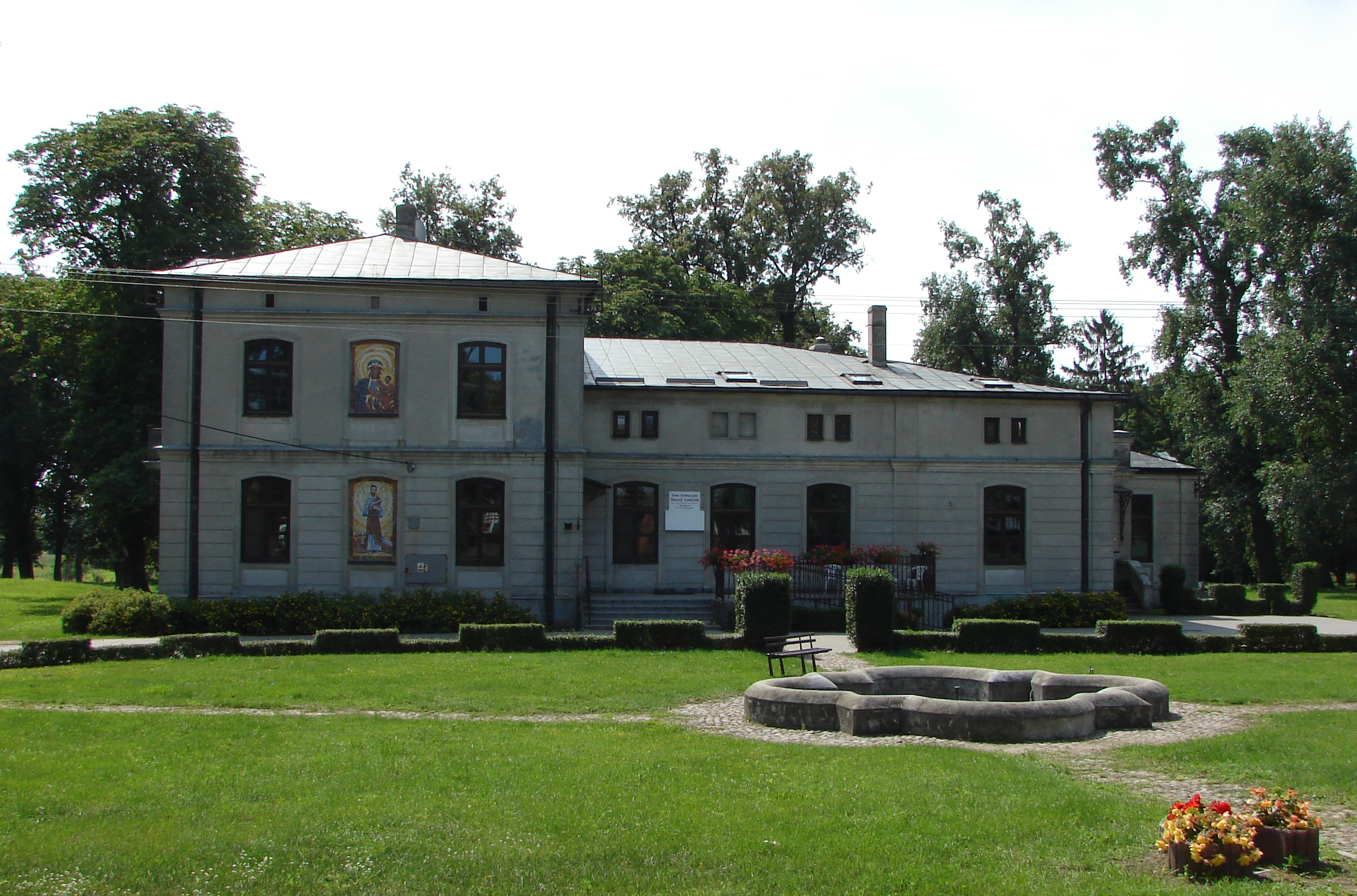
Le manoir du XIXe siècle.

Strzegocin (prononciation [stʂɛˈɡɔt͡ɕin]) est un village de la gmina de Kutno, du powiat de Kutno, dans la voïvodie de Łódź, situé dans le centre de la Pologne.
Il se situe à environ 9 kilomètres au sud de Kutno (siège de la gmina et du powiat) et 43 kilomètres au nord de Łódź (capitale de la voïvodie).

## Administration
De 1975 à 1998, le village était attaché administrativement à l'ancienne voïvodie de Płock.

Depuis 1999, il fait partie de la nouvelle voïvodie de Łódź.